# Zdeno Zibrín
Zdeno Zibrín (2. května 1931 Brezno – 29. září 2004 Králiky) byl (česko)slovenský horolezec a mistr sportu. Spolu s Radovanem Kuchařem přelezli jako první Čechoslováci severní stěny Grandes Jorasses (1959), Matterhornu a Eigeru (1961).
Se sportem začínal jako lyžař, byl dorostenecký mistr Slovenska v obřím slalomu, než si zlomil nohu. V roce 1957 vystudoval chemickou fakultu v Bratislavě. Pracoval jako meteorolog na Chopku a později na Lomnickém štítu – Skalnatém plesu. S lezením začal na vápencích a pokračoval v Tatrách, kde se seznámil mezi jinými také se svým spolulezcem Radanem Kuchařem, se kterým lezl jako druhý a střídal ho v některých partiích. Horolezkyní a mistryní sportu byla také jeho žena Olina Zibrínová narozená ve stejném roce v Turnově jako Lásková.

## Výstupy
- 1959: S stěna, Petit Dru, Alpy; s R. Kuchařem
- 1959: Walkerův pilíř, Grandes Jorassses, Alpy; s R. Kuchařem
- 1961: S stěna, Matterhorn, Alpy; s R. Kuchařem
- 1961: S stěna, Eiger, Alpy; s R. Kuchařem
- 1961: Comiciho cesta, S stěna, Cima Grande di Lavaredo, Alpy; s R. Kuchařem
- 1961: Motykova cesta, SV Stěna, Zlobivá, Vysoké Tatry; O. Zibrínová, I. Kluvánek, J. Psotka, Z. Zibrín
- 1964: Cassinova cesta, SV stěna, Piz Badile, Alpy; s R. Kuchařem